# Der Baron von B.
Der Baron von B. ist eine kurze musikalische Erzählung von E. T. A. Hoffmann, die im sechsten Abschnitt des dritten Bandes der Sammlung „Die Serapionsbrüder“ 1820 bei G. Reimer in Berlin erschien. Der Text war am 10. März 1819 in der „Allgemeinen Musikalischen Zeitung“ vorabgedruckt worden.
Aus einem Brief des Verfassers an Friedrich Rochlitz sind die drei Protagonisten bekannt. Hinter dem Baron von B. verbirgt sich der königlich preußische Kammerherr Baron Karl Ernst von Bagge. Der junge Violinvirtuose Carl ist der spätere Kapellmeister Carl Moeser und sein Lehrer Concertmeister Haak ist Karl Friedrich Heinrich Haack.

## Inhalt
Im Jahr 1789 in Berlin: Concertmeister Haak besucht zusammen mit seinem Schüler Carl den Baron von B. aus gutem Grund. Der zuvorkommende Gastgeber besitze, „was vorzüglich Musik für die Geige betreffe, wohl die vollständigste Sammlung von Kompositionen jeder Art, aus der ältesten bis zur neuesten Zeit“.
Zwar will sich der Baron Carls Spiel anhören, schickt aber gleich voraus, mit der Geige habe er sich ausgerechnet das allerschwerste Instrument ausgesucht. So hätten die Finger des Schülers Stamitz nur für die Bratsche und die Viol d’Amor getaugt. So weit, so gut. Als Meister Haak nun seine Geige stimmt – man will ein wenig von dem neuen Haydn spielen – hält sich der Baron die Ohren zu und schreit: „Haak, Haak! – ich bitte Euch um Gotteswillen, wie könnt Ihr nur mit Eurer erbärmlichen schnarrenden, knarrenden Strohfiedel Euer ganzes Spiel verderben!“ Der Meister schließt seine Stradivari in den Kasten weg. Der Baron bringt dafür eine Granuelo. Den zugehörigen Bogen, den bereits der unsterbliche Tartini geführt habe, gibt der Baron allerdings nicht heraus. Carl bestaunt die übermäßige Bogenkrümmung, während der Baron dieses Ding von Bogen, mit dem man Pfeile abschießen könne, liebevoll betrachtet und von zwei Schülern schwärmt, die den gewissen Tartini-Strich noch heraus hätten. Der eine sei Nardini in jüngeren Jahren gewesen und der einzig überlebende Künstler sei der Baron selbst. Verzückt lauscht Baron von B. dem Spiel des Meisters Haak und unterbricht ihn unwirsch mitten in einem Haydnschen Adagio: „Halt!... Noch einmal bitt' ich!“ Als Haak lächelnd wiederholt, weint der Baron wie ein Kind.
Nun darf Carl vortragen. Der Baron meint danach, der Schüler könne bei der Violine bleiben, brauche aber einen ordentlichen Lehrer.
Die Bewirtung der Gäste an der Tafel des Barons ist vorzüglich. Carls Meister lässt es sich schmecken. Währenddessen verbreitet sich der Baron über Tartinisches Violinenspiel, das mit Corelli begonnen und mit Pugnani ganz passabel fortgesetzt worden wäre. In der Nachfolge seien die Tempi von Gemianini allerdings „ohne Styl und Haltung“. Der Schwebler und Schnörkler Giardini kommt schlecht weg. Gegenüber Lolli, der kein Adagio spielen könne, wäre der junge Viotti – des Barons fleißigster Schüler – hochbegabt zu nennen. Jedoch sei Viotti weggelaufen. Der Baron hoffe nun auf Kreuzer. Giarnovichi aber möge dem Hause des Barons fernbleiben. Er habe über Tartini gelästert. Aber da sei noch der junge, vielversprechende Rhode. Der Baron von B. verblüfft Carl, indem er sich als der Lehrer Haaks ausgibt. Der Meister schlägt in die Kerbe des Barons. Wie schön wäre es doch, wenn der Baron auch noch Carl unterrichtete. Der Baron versetzt, er würde schon gerne wollen, habe aber überhaupt keine Zeit.
Eine zeitliche Lücke findet sich doch noch im Tageslauf der vielbeschäftigten Barons. Die erste Unterrichtsstunde verläuft ganz überraschend. Als der Baron Carls Spiel tadelt und vorspielt, beschreibt Carl das Spiel des Lehrers: „Dicht am Stege rutschte er mit dem zitternden Bogen hinauf, schnarrend, pfeifend, quäkend, miauend...“ Alles ist halb so schlimm. Carl erhält vom Baron am Ende der Unterrichtsstunde „einen blanken, schön geränderten, holländischen Dukaten“ Carl eilt zum Meister und berichtet. Es erweist sich, wenn Haak beim Baron von B. „Unterricht“ nimmt, erhält er dafür noch mehr Geld als Carl.
Später, nach einem gelungenen Konzert Carls, habe der Baron gesagt: „Das hat der Junge mir zu verdanken, mir, dem Schüler des großen Tartini!“

## Form
Der Serapionsbruder Cyprian (das ist wahrscheinlich Adelbert von Chamisso) erzählt der Spannung wegen, als wäre er der junge Carl.

## Rezeption
- Von Matt betrachtet Hoffmannsche Erzählmechanismen, möchte aber nicht als Hoffmann-Interpret gelten.[13] E. T. A. Hoffmann rede über Musiktheorie.[14] Zudem sei die Entstehungsgeschichte der Erzählung verfolgbar.[15]
- Der Verfasser könnte mit dem Baron auch den Königsberger Musikenthusiasten Graf Keyserling porträtiert haben.[16] Auch dieser habe über Musik reden, doch nicht musizieren können.[17]
- In seiner Kurzgeschichte stoße der Verfasser aus dem Schauerlichen ins Heitere vor.[18] Die künstlerische „Produktionsarmut“ betreffend sei der Text ein Vorläufer von „Der arme Spielmann“. Grillparzer habe sich von E. T. A. Hoffmann inspirieren lassen.[19] Kaiser wird an zwei Nachfolger aus der Feder Balzacs erinnert: „Das unbekannte Meisterwerk“ („Le chef-d’oeuvre inconnu“, 1831) und „Gambara“ (1837).[20]
- Details finden sich bei Segebrecht.[21] E. T. A. Hoffmann habe unter anderen einen Artikel aus der „Allgemeinen Musikalischen Zeitung“ vom 16. September 1801 verwendet. Darin ist Anekdotisches enthalten.[22] In dem Pariser Hause des Barons seien privat aufgetreten: Todi, Mara, Jamsons, Punto, Ozy, Devienne und Besozzi.[23] Bei aller Lächerlichkeit basiere das „zentrale Motiv“ auf dem Kunstverständnis des Barons. Das wiederum sei eine der Voraussetzungen für die Förderung der Künstler gewesen.[24]

### Erstausgabe in den Serapionsbrüdern
- Der Baron von B. In: Die Serapionsbrüder. Gesammelte Erzählungen und Mährchen. Herausgegeben von E. T. A. Hoffmann. Dritter Band. Gedruckt und verlegt bei G. Reimer, Berlin 1820.[25]

### Verwendete Ausgabe
- E. T. A. Hoffmann: Der Baron von B. In: Wulf Segebrecht (Hrsg.): E. T. A. Hoffmann: Die Serapions-Brüder. (DKV im Taschenbuch  Bd. 28). Deutscher Klassiker Verlag, Frankfurt am Main 2008, ISBN 978-3-618-68028-4, S. 894–907. (entspricht: Wulf Segebrecht (Hrsg.): E. T. A. Hoffmann: Sämtliche Werke in sieben Bänden. Band 4, Frankfurt am Main 2001)

### Sekundärliteratur
- Peter von Matt: Die Augen der Automaten. E. T. A. Hoffmanns Imaginationslehre als Prinzip seiner Erzählkunst. Max Niemeyer Verlag, Tübingen 1971, ISBN 3-484-18018-8.
- Rüdiger Safranski: E. T. A. Hoffmann. Das Leben eines skeptischen Phantasten. 2. Auflage. Fischer-Taschenbuch-Verlag, Frankfurt am Main 2001, ISBN 3-596-14301-2. (Lizenzgeber: Hanser 1984)
- Gerhard R. Kaiser: E. T. A. Hoffmann. Metzler, Stuttgart 1988, ISBN 3-476-10243-2. (Sammlung Metzler; 243; Realien zur Literatur)